# Jo Collins
Jo Collins (nombre de nacimiento Janet Canoy, nacida el 5 de agosto de 1945 en Lebanon, Oregón) fue Playmate del mes para la revista Playboy en diciembre de 1964 y Playmate del Año en 1965. Fue fotografiada por Mario Casilli.
Fue descubierta por Playboy mientras trabajaba como página para el programa de juegos Queen for a Day. Trabajó en los Clubes de Playboy como Conejita, y más tarde como Conejita Madre.
Jo, quién era de ascendencia noruega y española, estuvo casada con el jugador de béisbol Bo Belinsky durante cinco años (1970 a 1975).
Fue apodada "G.I. Jo” por sus tour de la United Service Organizations a Vietnam para entretener a las tropas durante la Guerra de Vietnam. Fue por primera vez a Vietnam para entregar la copia de Playboy en persona a un lugarteniente llamado John Price en la 173ª Brigada Paracaidista, quien hecho uso de una oferta de Playboy de que cualquiera que realizase una subscripción a la revista de por vida recibiría la primera copia de manos de una Playmate Playboy en persona.
En diciembre de 1979 Jo posó para el reportaje "Playmates Forever!".

## Película y apariciones en televisión
- Fireball 500 (1966) .... Leander Fan
- Lord Love a Duck (1966) .... Gatito
- Sergeant Dead Head (1965) .... Gail
- How to Stuff a Wild Bikini (1965) .... Chica de playa
- Ski Party (1965) (desacreditado) .... Jo